# Natasha Joubert
Natasha Joubert (Pretoria, 23 de julio de 1997) es una modelo y reina de belleza sudafricana, que fue designada como representante de Sudáfrica en Miss Universo 2020, tras obtener la posición de segunda finalista en Miss Sudáfrica 2020.

## Biografía
Nació el 23 de julio de 1997 en Pretoria. Su padre murió cuando Joubert era una adolescente, mientras que su madre, Ninette, cursaba el último año de licenciatura en derecho cuando Joubert competía en Miss Sudáfrica 2020. Es la menor de tres hermanos.
Se crio en Centurion, y asistió a la Escuela Secundaria Eldoraigne. Posteriormente, se inscribió en la Boston City Campus and Business College, donde recibió una licenciatura en comercio en gestión de marketing en 2020. Antes de Miss Sudáfrica 2020, Joubert trabajó como oficial de relaciones públicas para un bufete de abogados, y también fue fundadora y propietaria de la empresa de diseño de moda Natalia Jefferys.
Comenzó su carrera en 2016, cuando compitió en Miss Globe Sudáfrica 2016. Ganó el título y luego representó a Sudáfrica en Miss Globe 2016, donde se ubicó como cuarta finalista. Ganó el Miss Bikini Award. En 2020, Joubert solicitó competir en Miss Sudáfrica 2020. El 11 de junio de 2020, se anunció que Joubert había avanzado como una de las treinta y cinco mujeres seleccionadas para participar en nuevas audiciones. Más tarde fue anunciada como una de las quince mejores semifinalistas el 24 de junio, y como una de las diez finalistas el 5 de agosto.
Compitió en la final de Miss Sudáfrica 2020 el 24 de octubre en The Table Bay Hotel en Ciudad del Cabo. Finalmente avanzó a los cinco primeros lugares y luego a los tres primeros. Después de llegar al Top 3, se colocó como la segunda finalista, detrás de la eventual ganadora Shudufhadzo Musida y la primera finalista Thato Mosehle. El 10 de diciembre, se anunció que Joubert había sido designada por la Organización Miss Sudáfrica para servir como Miss Universo Sudáfrica 2020, por lo que representó a Sudáfrica en Miss Universo 2020.
En el 2023 volvió a concursar en su nacional ganando el Miss Sudáfrica 2023 y decidió que no competiría en ningún certamen internacional.